# Армения на зимних Олимпийских играх 2002
Армению на Олимпийских играх в Солт-Лейк-Сити представляли 9 спортсменов в 4-х видах спорта. Медалей на этих Играх армянским спортсменам завоевать не удалось.

## Результаты

### Бобслей
Мужчины
| Соревнование | Спортсмены                        | 1 заезд   | 1 заезд | 2 заезд   | 2 заезд | 3 заезд   | 3 заезд | 4 заезд   | 4 заезд | Итоговый результат | Итоговое место |
| Соревнование | Спортсмены                        | Результат | Место   | Результат | Место   | Результат | Место   | Результат | Место   | Итоговый результат | Итоговое место |
| ------------ | --------------------------------- | --------- | ------- | --------- | ------- | --------- | ------- | --------- | ------- | ------------------ | -------------- |
| Двойки       | Георгос Александру Дан Джанджигян | 49,53     | 33      | 49,50     | 34      | 49,75     | 33      | 49,33     | 31      | 3:18,11            | 33             |

### Горнолыжный спорт
Мужчины
Арсен Арутюнян — не финишировал в квалификации слалома
Женщины
Ванесса Ракеджян — 29 место в слаломе  (результат 1.42,66), 47 место в гигантском слаломе (результат 3.03,71)

### Лыжные гонки
Мужчины
Арам Хаджиян
- — 30 км, 64 место, результат 1:24.07,5
- — 15 км, 66 место, результат 46.42,9
- — гонка преследования 10+10 км, 74 место, результат 31.52,7
- — 50 км, 57 место, результат 2:48.48,1

Женщины
Маргарита Николян
- — 15 км, дисквалифицированна
- — 10 км, 58 место, результат 38.16,4
- — гонка преследования 5+5 км, 71 место, результат 17.23,6

### Фигурное катание
| Спортсмен                        | Дисциплина | Место в КП | Место в ПП | Итоговое место |
| -------------------------------- | ---------- | ---------- | ---------- | -------------- |
| Юлия Лебедева                    | Женщины    | 27         | -          | 27             |
| Марина Красильцева Артём Значков | Пары       | 20         | 20         | 20             |

- — Примечание: КП — короткая программа, ПП — произвольная программа